# The Guy and the Geyser
The Guy and the Geyser è un cortometraggio muto del 1918 diretto e sceneggiato da Craig Hutchinson.

## Produzione
Il film fu prodotto dalla Nestor Film Company.

## Distribuzione
Distribuito dall'Universal Film Manufacturing Company, il film - un cortometraggio di una bobina - uscì nelle sale cinematografiche USA il 5 gennaio 1918.